# Верхньосироватська сільська територіальна громада
Верхньосироватська сільська територіальна громада — територіальна громада в Україні, на території Сумського району Сумської області. Адміністративний центр — село Верхня Сироватка.
Площа громади — 174,65 км², населення — 6344 мешканці (2018).
Утворена 18 квітня 2017 року шляхом об'єднання Великобобрицької сільської ради Краснопільського району та Верхньосироватської сільської ради Сумського району.
19 липня 2020 року, в результаті адміністративно-територіальної реформи та ліквідації Краснопільського району, громада увійшла до складу новоутвореного Сумського району.

## Населені пункти
До складу громади входять 2 селища (Захарівське, Кам'яне) і 8 сіл: Великий Бобрик, Верхня Сироватка, Залізняк, Івахнівка, Малий Бобрик, Новоселиця, Стінка, Юсупівка.